# Гравёр обыкновенный
Гравёр обыкновенный, или халькограф (лат. Pityogenes chalcographus) — жук из подсемейства короедов (Scolytinae), широко распространённый на территории Западной Европы и Сибири.

## Описание
Тело длиной 1,5—2 мм, цилиндрической формы, чёрного или бурого цвета, глянцеватое, почти без волосков. Грудной щит с обеих сторон с поперечным углублением, с гладкой срединной линией. Надкрылья гладкие, почти без точек. На заднем конце надкрылий углубление вдоль шва. По обеим сторонам его у самцов по 3 острых зубца, а у самок по 3 бугорка.
Жук нападает на молодые деревья или на вершинные части и ветви старых деревьев, так как он нуждается в тонкой коре. Наиболее часто встречается на хвойных деревьях, выбирая здоровые части, нежели короед-типограф, который нередко нападает на деревья, некогда пораженные халькографом.
Его ходы отходят в виде лучей 4—6-и маточных ходов, которые отпечатываются на заболони. Маточные ходы идут в косом или горизонтальном направлении и сравнительно коротки по сравнению, например, с термитом.
Самая распространенная мера борьбы с халькографами — выкладывание ловчих деревьев — елей с тонкой корой.